# Сторожевское кладбище
Сторожевское, или Переспинское кладбище — некрополь, существовавший в XVIII—XX веках в городе Минске.

## История создания
В конце XVIII столетия, после того, как Минск вошел в состав Российской империи, для него стал действовать указ Екатерины II о кладбищах. Теперь хоронить умерших в центре города и у церквей можно было только в особых случаях. Для погостов были отведены специальные территории: для православных — на Переспе (позже эта местность стала называться Сторожевкой), униатов — на Золотой горке, католиков — на Кальльварии.
Первые могилы датируются 1795 годом.
Кладбище закрыли в 1937 году, но во время войны погребения гражданских лиц продолжались. В 1943 году здесь были проведены пышные похороны полицейского.
После войны было принято решение о ликвидации кладбища. Тогда же отсюда, со Сторожевки, перенесли на Военное кладбище прах Ивана Пулихова. Власти объявили, что останки с кладбища можно выкапывать для перезахоронения. Были родственники умерших, которые имели желание это сделать. Отобранные гроба складывались в подвалах Церкви Святой Марии Магдалины, откуда их позже вывозили, иногда в другие города. Захоронения священников, которые располагались перед церковью, были раскопаны рабочими и вскрыты в ходе реконструкции храма. Могилы, которые не были перенесены, были выравнены бульдозером. Среди прочих, были уничтожены могилы белорусских деятелей Алеся Бурбиса и политического деятеля Степана Булата.
В 1950-е годы на месте кладбища положили асфальт (автомобильная дорога улицы Сторожевской), построили кинотеатр «Спартак» (ныне Молодежный театр).

## Наши дни
О бывшем кладбище напоминают древние Сторожевские ворота и несколько уцелевших надгробий, которые были перенесены на церковный двор. Надписи на памятниках частично затёрлись. Но все-таки можно прочесть, что здесь похоронены статский советник Сапицкий с женой, поручик Каминский, младенец Михаил (сын Д. О. Спасовича и брат В. Д. Спасовича), некто Зырев. Памятная плита укреплена и на торцевой стене храма. Надпись на ней говорит, что здесь погребен протоиерей Петр Эленовский.
В 1993 году, к 200-летию Минской епархии, рядом с церковью был возведен памятник. Соорудили его по благословению митрополита Минского и Слуцкого, Патриаршего Экзарха всея Беларуси Филарета. «Упокой, Господи, души усопших раб твоих всех на месте сем погребенных», — начертано на плите памятника.
В 2006 году скверу на территории кладбища была наделена название Сторожевский сквер.
Известен один случай, когда на территории церкви, где стоит мемориал с найденных надгробий XIX века, был похоронен человек в XXI веке: в феврале 2012 года здесь похоронили Ольгу Булгакову.
В ходе реконструкции Молодежного театра неоднократно находили человеческие останки. 14 декабря 2015 года была откопан гроб с останками военнослужащего.